# Totò a Parigi
Totò a Parigi é um filme franco-italiano de 1958, dirigido por Camillo Mastrocinque.

## Sinopse
O doutor Duclos (Fernand Gravey) é chantageado pelo marquês Gastone De Chemandel, através de uma carta que compromete o seu filho Pierre (Philippe Clay). Para salvá-lo, consente em fazer parte de um golpe engendrado pelo marquês.  Com a ajuda de uma cúmplice cigana (Lauretta Masiero) e de Juliette (Sylva Koscina), a jovem que o marquês quer fazer sua, devem encontrar a um pobre vagabundo (Totò) que vive nas margens do rio Tibre e é um sósia do marquês. Depois trata-se de o enviar a Paris, fazer crer que é o marquês, matá-lo, fingindo que é um acidente e receber o dinheiro do seguro.

## Elenco
- Totò:  Marchese Gastone de Chemantel/Chateau-Boiron/il vagabondo Totò
- Sylva Koscina:  Juliette Marchand
- Fernand Gravey:  Il dottor Duclos
- Lauretta Masiero:  Aiutante del marchese/La zingara
- Philippe Clay:  Pierre, figlio di Duclos
- Paul Guers: Il maìtre d'hotel
- Tiberio Mitri: il gorilla
- Luigi Pavese: il prof. Calogero Tempesta
- Peppino De Martino: il maitre del night club
- Agostino Salvietti: il custode del museo delle cere
- Fanfulla: l'effeminato del treno
- Mimmo Poli: il grassone del treno
- Francis Blanche: il maggiordomo
- Memmo Carotenuto: il brigadiere